# فالوشن (مقاطعة غيلانغرب)
فالوشن (بالفارسية: فالوشن) هي قرية تقع في قسم ويجنان الريفي في إيران. يقدر عدد سكانها بـ 27 نسمة بحسب إحصاء 2016.